# Rally van Ieper 2014
De 50e editie van de Rally van Ieper, officieel de 50. Geky Ypres Rally 2014, een van de wedstrijden tellend voor het Europees kampioenschap rally in 2014 en het Belgisch kampioenschap rally 2014, werd verreden van 19 tot en met 21 juni. Er werd in totaal 294,79 km afgelegd, verdeeld over 20 klassementsproeven. Freddy Loix behaalde zijn 9e eindzege.

## Deelnemers
Er namen 96 rijdersduo's deel. Hier worden enkel de rijders van de RC2-klasse weergegeven.
| Nr | Rijder              | Navigator          | Auto                       |
| -- | ------------------- | ------------------ | -------------------------- |
| 1  | Luca Rossetti       | Matteo Chiarcossi  | Škoda Fabia Super 2000     |
| 2  | Craig Breen         | Scott Martin       | Peugeot 208 T16            |
| 3  | Freddy Loix         | Johan Gitsels      | Škoda Fabia Super 2000     |
| 4  | Xavi Pons           | Alex Haro          | Ford Fiesta R5             |
| 5  | Esapekka Lappi      | Janne Ferm         | Škoda Fabia Super 2000     |
| 6  | Kevin Abbring       | Sebastian Marshall | Peugeot 208 T16            |
| 7  | Sepp Wiegand        | Frank Christian    | Škoda Fabia Super 2000     |
| 8  | Pieter Tsjoen       | Eddy Chevaillier   | Peugeot 208 T16            |
| 9  | Hermen Kobus        | Erik de Wild       | Ford Fiesta S2000          |
| 10 | Vincent Verschueren | Veronique Hostens  | Citroën DS3 R5             |
| 11 | Bernd Casier        | Pieter Vyncke      | Ford Fiesta R5             |
| 12 | Bruno Magalhães     | Carlos Magalhães   | Peugeot 207 S2000          |
| 16 | Cédric Cherain      | André Leyh         | Ford Fiesta R5             |
| 17 | Robert Consani      | Maxime Vilmot      | Peugeot 207 S2000          |
| 18 | Neil Simpson        | Claire Mole        | Škoda Fabia Super 2000     |
| 19 | Davy Vanneste       | Eddy Snaet         | Peugeot 207 S2000          |
| 20 | Andy Lefevere       | Andy Vangheluwe    | Mitsubishi Lancer Evo X R4 |
| 21 | Didier Duquesne     | Filip Cuvelier     | Ford Fiesta R5             |
| 22 | Jaroslav Orsák      | David Šmeidler     | Škoda Fabia Super 2000     |
| 23 | Melissa Debackere   | Cindy Cokelaer     | Peugeot 207 S2000          |
| 24 | András Hadik        | Krisztián Kertész  | Subaru Impreza STi R4      |
| 25 | Vitaliy Pushkar     | Ivan Mishyn        | Mitsubishi Lancer Evo X R4 |
| 26 | Raphael Venant      | Frédéric Hannoteau | Peugeot 207 S2000          |
| 27 | Tibur Érdi jun.     | Attila Táborszki   | Mitsubishi Lancer Evo IX   |
| 28 | Martin Hudec        | Petr Picka         | Mitsubishi Lancer Evo X R4 |
| 29 | Antonín Tlust'ák    | Jan Škaloud        | Škoda Fabia Super 2000     |
| 30 | Philip Cracco       | Wim Soenens        | Ford Fiesta R5             |
| 31 | Lászlo Vizin        | Gábor Zsíros       | Peugeot 207 S2000          |
| 32 | Filip Pyck          | Pedro Plancke      | Mitsubishi Lancer Evo IX   |
| 33 | Bert Coene          | Petra De Duytsche  | Mitsubishi Lancer Evo X R4 |
| 34 | Philip Barbier      | Daniel Defever     | Mitsubishi Lancer Evo IX   |
| 35 | Vincent Vermeeren   | Sabine Bruyneel    | Mitsubishi Lancer Evo IX   |
| 36 | Steve Bécaert       | Bjorn Pattyn       | Mitsubishi Lancer Evo IX   |
| 37 | Spencer Wilkinson   | Jamie Edwards      | Subaru Impreza STi N15     |

## Overzicht van de rally
| Dag           | Proef | Naam                | Lengte (km) | Winnaar        | Tijd    | Gem. snelheid (km/h) | Rallyleider   |
| ------------- | ----- | ------------------- | ----------- | -------------- | ------- | -------------------- | ------------- |
| Dag 1 20 juni | KP 1  | Dikkebus 1          | 14.22       | Kevin Abbring  | 8:00.8  | 106.5                | Kevin Abbring |
| Dag 1 20 juni | KP 2  | Wijtschate 1        | 23.80       | Kevin Abbring  | 12:25.6 | 114.9                | Kevin Abbring |
| Dag 1 20 juni | KP 3  | Mesen 1             | 7.48        | Kevin Abbring  | 4:14.7  | 105.7                | Kevin Abbring |
| Dag 1 20 juni | KP 4  | Langemark           | 13.77       | Freddy Loix    | 7:25.2  | 111.3                | Kevin Abbring |
| Dag 1 20 juni | KP 5  | Dikkebus 2          | 14.22       | Kevin Abbring  | 7:56.5  | 107.4                | Kevin Abbring |
| Dag 1 20 juni | KP 6  | Wijtschate 2        | 23.80       | Kevin Abbring  | 12:16.1 | 116.4                | Kevin Abbring |
| Dag 1 20 juni | KP 7  | Mesen 2             | 7.48        | Kevin Abbring  | 4:11.3  | 107.2                | Kevin Abbring |
| Dag 2 21 juni | KP 8  | Reninge 1           | 14.50       | Esapekka Lappi | 7:41.9  | 113.0                | Kevin Abbring |
| Dag 2 21 juni | KP 9  | Vleteren-Krombeke 1 | 14.17       | Craig Breen    | 7:30.6  | 113.2                | Kevin Abbring |
| Dag 2 21 juni | KP 10 | Watou 1             | 12.32       | Freddy Loix    | 6:40.7  | 110.7                | Kevin Abbring |
| Dag 2 21 juni | KP 11 | Westouter 1         | 7.25        | Freddy Loix    | 4:19.0  | 100.8                | Kevin Abbring |
| Dag 2 21 juni | KP 12 | Kemmelberg 1        | 14.33       | Kevin Abbring  | 8:07.7  | 105.8                | Kevin Abbring |
| Dag 2 21 juni | KP 13 | Lille-Eurometropole | 9.76        | Kevin Abbring  | 5:04.6  | 115.4                | Kevin Abbring |
| Dag 2 21 juni | KP 14 | Hollebeke 1         | 27.56       | Luca Rossetti  | 15:45.3 | 105.0                | Freddy Loix   |
| Dag 2 21 juni | KP 15 | Reninge 2           | 14.50       | Bernd Casier   | 7:44.9  | 112.3                | Freddy Loix   |
| Dag 2 21 juni | KP 16 | Vleteren-Krombeke 2 | 14.17       | Luca Rossetti  | 7:31.5  | 113.0                | Freddy Loix   |
| Dag 2 21 juni | KP 17 | Watou 2             | 12.32       | Freddy Loix    | 6:44.9  | 109.5                | Freddy Loix   |
| Dag 2 21 juni | KP 18 | Westouter 2         | 7.25        | Luca Rossetti  | 4:19.8  | 100.5                | Freddy Loix   |
| Dag 2 21 juni | KP 19 | Kemmelberg 2        | 14.33       | Cédric Cherain | 8:15.0  | 104.2                | Freddy Loix   |
| Dag 2 21 juni | KP 20 | Hollebeke 2         | 27.56       | Pieter Tsjoen  | 15:45.1 | 105.0                | Freddy Loix   |

## Eindstand
| Pos. | Rijder            | Navigator         | Auto                       | Tijd      | Verschil leider |
| ---- | ----------------- | ----------------- | -------------------------- | --------- | --------------- |
| 1    | Freddy Loix       | Johan Gitsels     | Škoda Fabia Super 2000     | 2:43:17.7 |                 |
| 2    | Cédric Cherain    | André Leyh        | Ford Fiesta R5             | 2:44:23.6 | +1:09.9         |
| 3    | Sepp Weigand      | Frank Christian   | Škoda Fabia Super 2000     | 2:45:27.9 | +2:14.2         |
| 4    | Hermen Kobus      | Erik de Wild      | Ford Fiesta S2000          | 2:45:46.2 | +2:32.5         |
| 5    | Luca Rossetti     | Matteo Chiarcossi | Škoda Fabia Super 2000     | 2:46:58.2 | +3:44.5         |
| 6    | Davy Vanneste     | Eddy Snaet        | Peugeot 207 S2000          | 2:48:39.1 | +5:25.4         |
| 7    | Andy Lefevere     | Andy Vangheluwe   | Mitsubishi Lancer Evo X R4 | 2:49:25.2 | +6:11.5         |
| 8    | Didier Duquesne   | Filip Cuvelier    | Ford Fiesta R5             | 2:50:06.9 | +6:53.2         |
| 9    | Melissa Debackere | Cindy Cokelaere   | Peugeot 207 S2000          | 2:50:13.4 | +6:59.7         |
| 10   | Jaroslav Orsák    | David Smeidler    | Škoda Fabia Super 2000     | 2:52:15.1 | +9:01.4         |